# 가이우스 클라우디우스 네로

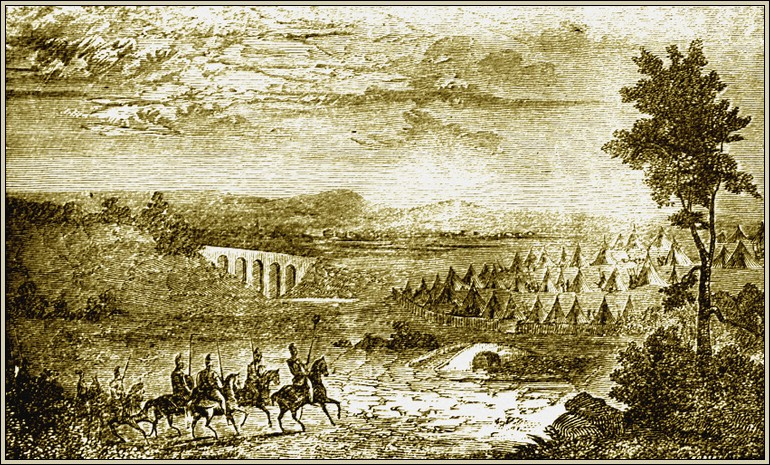

가이우스 클라우디우스 네로(Gaius Claudius Nero, 기원전 237년 경 ~ 기원전 199년 경)는 로마 공화정의 집정관으로 기원전 207년 제2차 포에니 전쟁 중 메타우로 전투에서 카르타고의 명장 한니발의 동생, 하스드루발 바르카가 이끄는 카르타고군을 무찔러 승리하고 하스드루발을 죽였다.